# Llandovery (stad)
Llandovery (kymriska: Llanymddyfri) är en stad och community i Wales, Storbritannien, uppe i höglandsområdet Kambriska bergen vid floden Towy. Den geologiska eran Llandovery (era) är uppkallad efter denna stad.